# خانگار
خانگار (انگلیسی: Khangar) یک کوه آتشفشانی در شبه‌جزیره کامچاتکای کشور روسیه است.